# Flourtown
Flourtown è un census-designated place (CDP) degli Stati Uniti d'America situato nello stato della Pennsylvania, nella contea di Montgomery.

## Storia
Flourtown è stato fondato in 1743. La comunità prende il nome da un mulino vicino al sitio originale del villaggio. La guida della Pennsylvania, un prodotto della Works Progress Administration nel 1940, ha notato che i contadini nell'area venivano al villaggio per comprare le forniture e per portare il loro grano nei mulini sul Wissahickon. Anche disse che le case nel villaggio sono vecchi, colla maggioranza di loro risalente all'epoca coloniale.